# 圣泰朗斯
圣泰朗斯（法語：Sainte-Thérence，法語發音：[sɛ̃t teʁɑ̃s]）是法国阿列省的一个市镇，位于该省西部，属于蒙吕松区。

## 地理
圣泰朗斯（46°14'33"N, 2°33'37"E）面积13.14 平方千米，位于法国奥弗涅-罗讷-阿尔卑斯大区阿列省，该省份为法国中部省份，北起涅夫勒省、西北接谢尔省，西南至克勒兹省，南至多姆山省，东南临卢瓦尔省，东临索恩-卢瓦尔省。
与圣泰朗斯接壤的市镇（或旧市镇、城区）包括：利涅罗勒、马济拉、圣热内斯、泰耶-阿尔让蒂、泰尔雅。

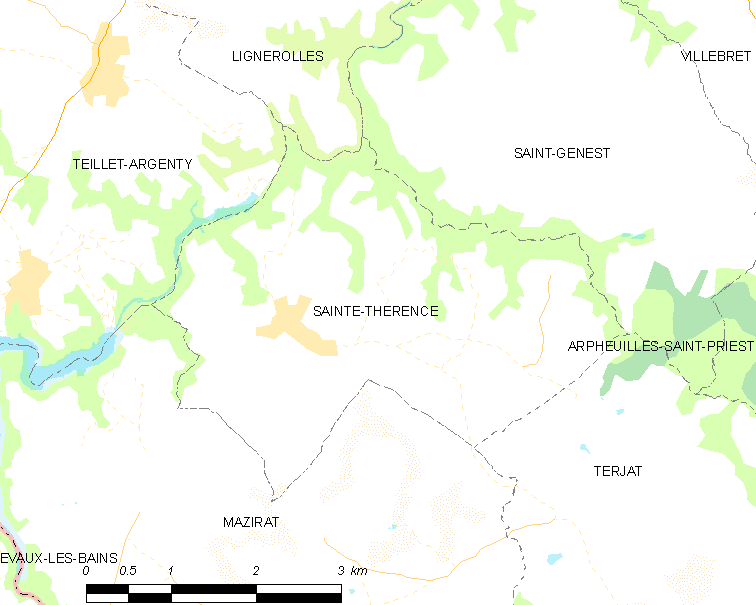
圣泰朗斯的OSM定位图

圣泰朗斯的时区为UTC+01:00、UTC+02:00（夏令时）。

## 行政
圣泰朗斯的邮政编码为03420，INSEE市镇编码为03261。

## 政治
圣泰朗斯所属的省级选区为蒙吕松第三县。

## 人口

1962-2008年间圣泰朗斯人口变化图示

圣泰朗斯于2022年1月1日时的人口数量为179人。